# Manuel Seoane
Manuel Seoane (Piñeiro, 19 marzo 1902 – Quilmes, 21 agosto 1975) è stato un calciatore e allenatore di calcio argentino.
Considerato tra i migliori calciatori argentini nella storia, è stato l'attaccante più completo e spettacolare della sua epoca. Militò per gran parte della sua carriera nell'Independiente, con cui conquistò due campionati.
El Negro, com'era soprannominato, è il miglior realizzatore dell'era amatoriale del campionato argentino con 196 reti. Vinse la classifica marcatori tre volte: nel 1922, 1926 e 1929.
Con la Selección vinse quattro Campeonati Sudamericani, dei quali tre da giocatore e uno da allenatore.

## Biografia
Seoane nacque ufficialmente il 19 marzo 1902 a Piñeiro (citata anche "Piñeyro"), località del Partido di Avellaneda. Secondo un'intervista pubblicata dalla rivista Imparcial nel 1922, invece, sarebbe nato il 19 dicembre 1901 a Rosario.
Suo padre, emigrato dalla Spagna, lavorava in fonderia. Manuel, il più piccolo di tre fratelli, fin da giovane doveva contribuire in famiglia e quindi cominciò a lavorare come apprendista presso la Cristalería Papini di Avellaneda.
Dopo la breve e vincente esperienza da CT dell'Argentina lasciò definitivamente il calcio. Si dedicò alla selezione della lana alla fabbrica Campomar.
Morì il 21 agosto 1975 all'età di 73 anni a Quilmes, dove viveva.

## Caratteristiche tecniche
Attaccante potente e astuto, era adatto a giocare in qualsiasi posto dello schieramento avanzato, anche se diede il meglio come centravanti e interno sinistro. Non perfetto tecnicamente, era dotato di ottimo controllo di palla e di un passaggio molto preciso con il quale rifiniva i suoi compagni. Possedeva, inoltre, un tiro assai potente e preciso con entrambi i piedi ed era abilissimo nel gioco aereo, specialmente nel colpo di testa.
La sua tendenza ad ingrassare ostacolava non poco il suo stato fisico, problema che veniva compensato dall'abilità di movimento negli spazi stretti. Il suo innato fiuto del gol lo portava a risolvere le partite in svariate situazioni, in particolare nelle mischie in area.

## Carriera

### Giocatore

#### Club

##### Gli esordi

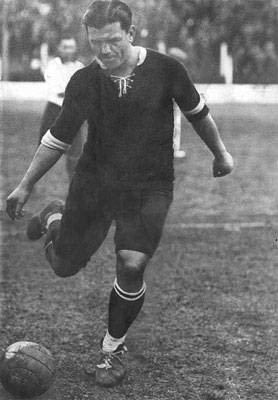
Seoane con la divisa dell'Independiente

Manuel Seoane diede i primi calci al pallone nelle vicinanze del Pantano de Ohaco, una palude di Avellaneda, sopra la quale nel 1928 fu inaugurato l'Estadio Libertadores de América, l'attuale stadio dell'Independiente. Iniziò a giocare a 15 anni nella squadra della fabbrica Campomar in una categoria minore.
Nel 1918 cominciò ufficialmente la sua carriera, gareggiando in quarta divisione, con il Progresista del barrio La Mosca. Fu qui che iniziò a formarsi come calciatore: perfezionò il colpo di testa e sviluppò l'istinto di anticipare la giocata, cosa che gli permetteva di arrivare per primo sul pallone, compensando la mancanza di velocità.

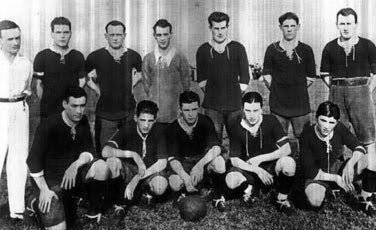
La formazione dell'Independiente nel 1922. Seoane è accosciato al centro

##### Prima esperienza all'Independiente
Santiago Leopoldo García, allora dirigente dell'Independiente, ricevette delle segnalazioni e dopo averlo osservato decise di farlo arrivare subito al club. Nel dicembre 1920 fece il suo debutto in Divisíon Intermedia nella partita Independiente-Estudiantes (5-1), segnando una tripletta. Da quel momento diventò il pupillo del presidente Canaveri e dopo due amichevoli disputate con la prima squadra nel marzo 1921, rispettivamente contro San Lorenzo e River Plate, fu ufficialmente ingaggiato dal club.
Il suo debutto ufficiale in Primera División con Los Rojos fu il 3 aprile 1921, nella prima giornata di campionato contro il Racing Club, incontro sospeso al termine del primo tempo per diluvio. Dopo sette giorni, nella seconda giornata, realizzò il suo primo gol in Primera División contro il Lanús.
Nel 1922 vinse il primo campionato. L'independiente totalizzò 65 punti, distaccando River Plate e San Lorenzo di quattro e cinque punti rispettivamente. Seoane vinse la classifica marcatori realizzando 55 gol in 40 partite, stabilendo il primato per il numero di reti segnate in un singolo campionato in Argentina.

##### La squalifica e le esperienze altrove
La carriera di Seoane fu contrassegnata da un episodio che gli causò una lunga squalifica nel 1924. L'11 novembre 1923 durante la partita Independiente-River Plate, a seguito di un incidente provocato all'arbitro, venne espulso insieme ai compagni Ronzoni, López e Ferro. Fu sospeso per un anno. L'Independiente decise, allora, di mandarlo in prestito al Club El Porvenir che militava nell'AAF, l'altra federazione calcistica argentina, dandogli la possibilità di giocare e non perdere la forma fisica nonostante la lunga squalifica.
Una volta terminata la squalifica tornò all'Independiente ma disputò solamente una partita contro il Tigre. Decise dunque di fare ritorno al Club El Porvenir, in cui si era trovato bene l'anno prima.
Nel 1925 fu richiesto dal Boca Juniors per un tour europeo. Seoane accettò e fu il miglior marcatore della trasferta: realizzò 16 dei 40 gol messi a segno dalla squadra di Tesoriere e Tarasconi.

##### La consacrazione
Di ritorno dall'Europa, rincasò all'Independiente. Insieme a Zoilo Canaveri, Alberto Lalín, Luis Ravaschino e Raimundo Orsi formò un attacco molto prolifico che diede nel 1926 a Los Rojos la Primera División e la Copa Competencia. In quel periodo cominciò ad essere soprannominato La Chanca per il suo fisico obeso. Nonostante avesse oramai perso la sua battaglia contro l'obesità, Manuel riusciva comunque ad essere incisivo al punto che vinse nuovamente il titolo di capocannoniere con 29 centri.
I tifosi lo apprezzarono per le sue qualità; sia i compagni che i rivali lo consideravano una persona corretta.
Manuel Seoane fu il primo di una serie di interni sinistri di valore che militarono nell'Independiente, proseguita con giocatori del calibro di Antonio Sastre, Ernesto Grillo e Ricardo Bochini, tutti giocatori simbolo nella storia di questo club. Fu anche definito el Maradona del amateurismo, considerato che Seoane è stato il miglior realizzatore dell'era amatoriale del calcio argentino con 196 reti realizzate e la sua corporatura era tozza. Vinse tre volte la classifica marcatori: nel 1922, 1926 e 1929. Con l'Independiente disputò 217 incontri ufficiali (208 in campionato, 9 nelle coppe) andando complessivamente in rete 207 volte.
In una trasferta in Cile all'inizio del 1931 Seoane e i suoi compagni giocarono a Concepción una partita contro una rappresentativa mista di Concepción e Talcahuano. C'era un caldo torrido e all'improvviso arrivò una nube di polvere che lo fece cadere a terra. Tornando a casa vide a terra una bottiglia e, credendo si trattasse di succo d'arancia, se lo bevve tutto d'un sorso. Era acquaragia. Versò in condizioni molto gravi per due giorni.
Quando, nel 1931, ci fu il cambiamento dall'era amatoriale all'era professionistica in Argentina si pensava che la sua carriera fosse ormai al termine. Invece, Seoane giocò altre due stagioni e in 56 partite realizzò 34 gol, sfiorando il titolo nel 1932. In quest'ultimo campionato si arrivò dopo l'ultima giornata con Independiente e River Plate prime, entrambe a 50 punti. Nello spareggio per l'assegnazione del titolo il River vinse con il risultato di 3-0. In questo campionato fu seriamente infortunato da un giocatore del Quilmes, che in cambio di denaro, si prestò a colpire e danneggiare lui e Ravaschino.
L'8 ottobre 1933 giocò la sua ultima partita contro il Ferro Carril Oeste, incontro perso 2-0.
Il 22 agosto 1934 fu realizzata una partita in suo tributo per avere sposato la causa del Rojo e il ricavato gli fu donato come colletta per l'acquisto di una casa.

#### Nazionale

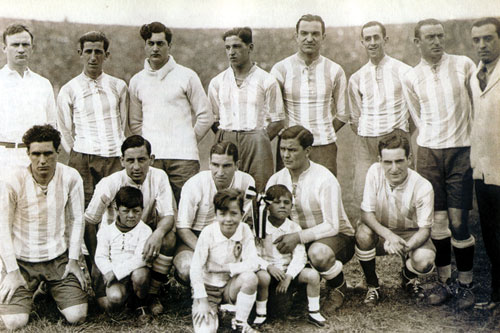
La selezione albiceleste scesa in campo nella partita Argentina-Perù (3-0) al Campionato Sudamericano 1929. Seoane è il secondo accosciato da destra

Seoane vestì la maglia della nazionale 21 volte, realizzando 14 gol. Prese parte a quattro edizioni del Campeonato Sudamericano de Football: nel 1924, 1925, 1927 e 1929, vincendo le ultime tre. Esordì in nazionale nel 1921 in occasione di una trasferta in Paraguay organizzata dalla Selección per disputare alcune amichevoli. Al suo debutto si mise subito in mostra marcando una tripletta.
Nel 1924 prese parte al suo primo Campeonato. Giocò tutte e tre le partite del girone, rispettivamente contro Paraguay, Cile e Uruguay, ma non fu capace di segnare alcuna rete. L'Argentina si dovette accontentare del secondo posto.
L'anno seguente disputò il suo secondo Campeonato, questa volta da protagonista. Fu l'Argentina ad organizzare l'evento e la selezione albiceleste favorita dal fattore campo e dall'assenza della nazionale uruguaiana riuscì a vincere il secondo titolo della sua storia. Nel primo impegno l'Argentina ebbe la meglio sul Paraguay per 2-0 e Seoane segnò il primo gol. Nella seconda sfida, contro il Brasile, ne fece addirittura tre e la sua squadra vinse 4-1. Nella gara di ritorno contro il Paraguay, terminata 3-1 per la Selección, realizzò un'altra rete, quella del provvisorio 2-1.
Nell'ultima e decisiva gara, la seconda con il Brasile, disputatasi il giorno di Natale, si arrivò con una classifica parziale che recitava Argentina 6, Brasile 4. L'Argentina, forte del vantaggio, poteva permettersi un pareggio e fu così che terminò: il risultato di 2-2, con ultimo gol proprio di Seoane, decretò la vittoria finale dell'Argentina. Seoane ando in gol tutte le partite e fu, con sei reti, il miglior realizzatore del torneo.
Nel 1927 l'Argentina vinse ancora il Campeonato. Nel torneo disputatosi in Perù la Selección vinse tutte e tre le partite (contro Bolivia, Uruguay e Perù) segnando 15 reti e subendone 4. Seoane giocò tutti gli incontri e fu autore di una doppietta nella prima gara (Argentina-Bolivia 7-1).
Nel 1929 Seoane giocò il suo quarto ed ultimo campeonato. L'Argentina, di nuovo padrona di casa, vinse tutte e tre le partite e senza trovare troppa resistenza vinse il titolo. Seoane scese in campo solamente nella prima gara Argentina-Perù (3-0). Fu questa la sua ultima apparizione in nazionale.

### Allenatore
Dopo il ritiro da calciatore ebbe una esperienza da CT della Selección dal 1934 al 1937. In questa nuova veste ottenne ai Campeonati Sudamericani del 1935 e 1937 rispettivamente un secondo e un primo posto. Nel 1935 la sua squadra vinse per 4-1 le prime due partite contro il Cile e il Perù, ma dovette arrendersi contro i rivali storici dell'Uruguay, perdendo per 3-0 la sfida decisiva per la conquista del titolo. Due anni dopo, nell'edizione casalinga, l'Argentina vinse quattro delle cinque partite del girone (contro Cile, Paraguay, Perù e Brasile), perdendo sempre contro l'Uruguay. Nello spareggio per il primo posto, contro la Seleção, l'Albiceleste vinse per 2-0 con una doppietta di Vicente de la Mata e fece suo il quinto titolo della storia.

## Statistiche

### Cronologia presenze e reti in Nazionale[19]
| Cronologia completa delle presenze e delle reti in nazionale ― Argentina | Cronologia completa delle presenze e delle reti in nazionale ― Argentina | Cronologia completa delle presenze e delle reti in nazionale ― Argentina | Cronologia completa delle presenze e delle reti in nazionale ― Argentina | Cronologia completa delle presenze e delle reti in nazionale ― Argentina | Cronologia completa delle presenze e delle reti in nazionale ― Argentina | Cronologia completa delle presenze e delle reti in nazionale ― Argentina | Cronologia completa delle presenze e delle reti in nazionale ― Argentina |
| Data                                                                     | Città                                                                    | In casa                                                                  | Risultato                                                                | Ospiti                                                                   | Competizione                                                             | Reti                                                                     | Note                                                                     |
| ------------------------------------------------------------------------ | ------------------------------------------------------------------------ | ------------------------------------------------------------------------ | ------------------------------------------------------------------------ | ------------------------------------------------------------------------ | ------------------------------------------------------------------------ | ------------------------------------------------------------------------ | ------------------------------------------------------------------------ |
| 22-1-1922                                                                | Buenos Aires                                                             | Argentina                                                                | 1 – 3                                                                    | Uruguay                                                                  | Amichevole                                                               | ?                                                                        |                                                                          |
| 3-12-1923                                                                | Buenos Aires                                                             | Argentina                                                                | 6 – 0                                                                    | Cile                                                                     | Copa Confraternidad                                                      | ?                                                                        |                                                                          |
| 15-5-1924                                                                | Asunción                                                                 | Paraguay                                                                 | 1 – 3                                                                    | Argentina                                                                | Copa Chevallier Boutell                                                  | ?                                                                        |                                                                          |
| 18-5-1924                                                                | Asunción                                                                 | Paraguay                                                                 | 2 – 1                                                                    | Argentina                                                                | Copa Chevallier Boutell                                                  | ?                                                                        |                                                                          |
| 21-9-1924                                                                | Montevideo                                                               | Uruguay                                                                  | 1 – 1                                                                    | Argentina                                                                | Amichevole                                                               | ?                                                                        |                                                                          |
| 28-9-1924                                                                | Buenos Aires                                                             | Argentina                                                                | 0 – 0                                                                    | Uruguay                                                                  | Amichevole                                                               | -                                                                        |                                                                          |
| 2-10-1924                                                                | Buenos Aires                                                             | Argentina                                                                | 2 – 1                                                                    | Uruguay                                                                  | Amichevole                                                               | ?                                                                        |                                                                          |
| 12-10-1924                                                               | Montevideo                                                               | Argentina                                                                | 0 – 0                                                                    | Paraguay                                                                 | Campeonato Sudamericano de Football                                      | -                                                                        |                                                                          |
| 25-10-1924                                                               | Montevideo                                                               | Argentina                                                                | 2 – 0                                                                    | Cile                                                                     | Campeonato Sudamericano de Football                                      | -                                                                        |                                                                          |
| 2-11-1924                                                                | Montevideo                                                               | Uruguay                                                                  | 0 – 0                                                                    | Argentina                                                                | Campeonato Sudamericano de Football                                      | -                                                                        |                                                                          |
| 29-11-1925                                                               | Buenos Aires                                                             | Argentina                                                                | 2 – 0                                                                    | Paraguay                                                                 | Campeonato Sudamericano de Football                                      | 1                                                                        |                                                                          |
| 13-12-1925                                                               | Buenos Aires                                                             | Argentina                                                                | 4 – 1                                                                    | Brasile                                                                  | Campeonato Sudamericano de Football                                      | 3                                                                        |                                                                          |
| 20-12-1925                                                               | Buenos Aires                                                             | Argentina                                                                | 3 – 1                                                                    | Paraguay                                                                 | Campeonato Sudamericano de Football                                      | 1                                                                        |                                                                          |
| 25-12-1925                                                               | Buenos Aires                                                             | Argentina                                                                | 2 – 2                                                                    | Brasile                                                                  | Campeonato Sudamericano de Football                                      | 1                                                                        |                                                                          |
| 29-8-1927                                                                | Buenos Aires                                                             | Argentina                                                                | 0 – 1                                                                    | Uruguay                                                                  | Copa Lipton                                                              | -                                                                        |                                                                          |
| 30-10-1927                                                               | Lima\|Lima (Perù)\|Lima                                                  | Argentina                                                                | 7 – 1                                                                    | Bolivia                                                                  | Campeonato Sudamericano de Football                                      | 2                                                                        |                                                                          |
| 20-11-1927                                                               | Lima\|Lima (Perù)\|Lima                                                  | Argentina                                                                | 3 – 2                                                                    | Uruguay                                                                  | Campeonato Sudamericano de Football                                      | -                                                                        |                                                                          |
| 27-11-1927                                                               | Lima\|Lima (Perù)\|Lima                                                  | Perù                                                                     | 1 – 5                                                                    | Argentina                                                                | Campeonato Sudamericano de Football                                      | -                                                                        |                                                                          |
| 30-8-1928                                                                | Avellaneda                                                               | Argentina                                                                | 1 – 0                                                                    | Uruguay                                                                  | Copa Newton                                                              | ?                                                                        |                                                                          |
| 3-11-1929                                                                | Buenos Aires                                                             | Argentina                                                                | 3 – 0                                                                    | Perù                                                                     | Campeonato Sudamericano de Football                                      | -                                                                        |                                                                          |
| Totale                                                                   |                                                                          | Presenze                                                                 | 20                                                                       |                                                                          | Reti                                                                     | 14                                                                       |                                                                          |

| Cronologia completa delle presenze e delle reti in nazionale (partite non ufficiali) ― Argentina | Cronologia completa delle presenze e delle reti in nazionale (partite non ufficiali) ― Argentina | Cronologia completa delle presenze e delle reti in nazionale (partite non ufficiali) ― Argentina | Cronologia completa delle presenze e delle reti in nazionale (partite non ufficiali) ― Argentina | Cronologia completa delle presenze e delle reti in nazionale (partite non ufficiali) ― Argentina | Cronologia completa delle presenze e delle reti in nazionale (partite non ufficiali) ― Argentina | Cronologia completa delle presenze e delle reti in nazionale (partite non ufficiali) ― Argentina | Cronologia completa delle presenze e delle reti in nazionale (partite non ufficiali) ― Argentina |
| Data                                                                                             | Città                                                                                            | In casa                                                                                          | Risultato                                                                                        | Ospiti                                                                                           | Competizione                                                                                     | Reti                                                                                             | Note                                                                                             |
| ------------------------------------------------------------------------------------------------ | ------------------------------------------------------------------------------------------------ | ------------------------------------------------------------------------------------------------ | ------------------------------------------------------------------------------------------------ | ------------------------------------------------------------------------------------------------ | ------------------------------------------------------------------------------------------------ | ------------------------------------------------------------------------------------------------ | ------------------------------------------------------------------------------------------------ |
| 25-9-1921                                                                                        | Viña del Mar                                                                                     | Cile                                                                                             | 1 – 4                                                                                            | Argentina                                                                                        |                                                                                                  |                                                                                                  |                                                                                                  |
| Totale                                                                                           |                                                                                                  | Presenze                                                                                         | 1                                                                                                |                                                                                                  | Reti                                                                                             | ?                                                                                                |                                                                                                  |

## Palmarès

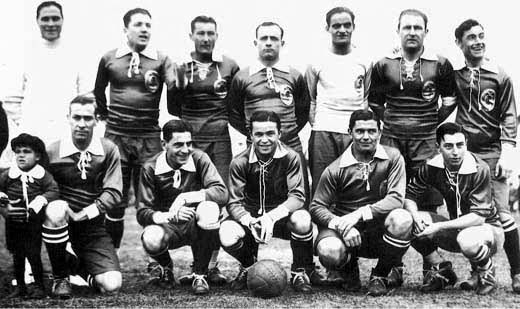
La formazione dell'Independiente del 1928. Seoane è accosciato al centro

### Giocatore

#### Club
- Primera División (AAm): 2

Independiente: 1922, 1926
- Copa Competencia (AAm): 1

Independiente: 1926

#### Nazionale
- Campeonato Sudamericano de Football: 3

Argentina 1925, Perù 1927, Argentina 1929

#### Individuale
- Capocannoniere della Primera División (AAm):[6] 2

1922 (55 gol), 1926 (29 gol)
- Capocannoniere del Concurso Estímulo:[6] 1

1929 (13 gol)
- Capocannoniere del Campeonato Sudamericano de Football: 1

Argentina 1925 (6 gol)
- Miglior giocatore del Campeonato Sudamericano de Football: 2 (record condiviso con José Nasazzi, Enzo Francescoli e Lionel Messi)

Argentina 1925, Perù 1927

### Allenatore
- Campeonato Sudamericano de Football: 1

Argentina 1937